# La Meignanne
La Meignanne är en kommun i departementet Maine-et-Loire i regionen Pays de la Loire i nordvästra Frankrike. Kommunen ligger i kantonen Angers-Nord som tillhör arrondissementet Angers. År 2018 hade La Meignanne 2 261 invånare.

## Befolkningsutveckling
Antalet invånare i kommunen La Meignanne
| Referens: INSEE |